# Жеменей
Жеменей (каз. Жеменей) — река в Казахстане, протекает по Зайсанскому району Восточно-Казахстанской области. Относится к бассейну озера Зайсан. Длина реки — 26 км (с Большым Жеменеем — 53 км), площадь водосборного бассейна — 526 км².

## География
Река Жеменей образуется слиянием рек Большой Жеменей (левая составляющая; длина 27 км, площадь бассейна 147 км²) и Малый Жеменей (правая составляющая; длина 15 км, площадь 33 км²), берущих начало на склонах хребта Саур. Течёт на север, пересекает город Зайсан и впадает в реку Бесенька. В низовье от Жеменея также слева отделяется рукав Акатай.